# كراب ماسيغن
كراب ماسيغن (بالإنجليزية: Crap Masegn)‏ هو أحد جبال سلسلة جبال الألب غلاروس وجزء من القمة الأم يقع في كانتون غراوبوندن, سويسرا. يبلغ ارتفاع الجبل حوالي 2516 متر، بينما يبلغ ارتفاع نتوء الجبل 133 متر.